# Julius Isson
Julius Isson, eigentlich Juda Itzig (* 19. Oktober 1819 in Dyhernfurth bei Wohlau, Provinz Schlesien; † 12. Juni 1882 in Kriescht im Landkreis Oststernberg in der Neumark), war ein Praktischer Arzt, Doktor der Medizin und Opfer des Antisemitismus.

## Leben
Über die Jugend Issons, der einer jüdischen Familie entstammte und als Juda Itzig zur Welt kam, ist wenig bekannt. In Dyhernfurth, wo der liberale und den Juden aufgeschlossene Graf Karl Georg von Hoym residiert hatte, gab es eine von Sabbatai Ben Josef gegründete hebräische Druckerei, seit 1785 eine Synagoge sowie eine jüdische Schule, die den Charakter einer öffentlichen Volksschule hatte.
Möglicherweise besuchte Isson eine weiterführende Schule in Breslau. Das Abitur erwarb er mit 26 Jahren, nach einjährigem Besuch der Anstalt, am 18. September 1846 in Berlin am Köllnischen Real-Gymnasium (Scharrn-Straße Nr. 23).
Zu Michaelis (29. September) 1846 immatrikulierte er sich dort an der Königlichen Friedrich-Wilhelms-Universität. Am 19. Oktober 1847 besuchte er den Schriftsteller Karl August Varnhagen von Ense. Laut Amtlichem Verzeichnis des Personals und der Studierenden der Friedrich-Wilhelms-Universität zu Berlin studierte Isson bis zum Wintersemester 1851/52.
Am 9. Dezember 1851 wurde der angehende Mediziner mit einer Arbeit über ein ohrenärztliches Thema unter dem Titel De morbis auditus nonnullis promoviert.
1854 erhielt Isson die Approbation als praktischer Arzt und Wundarzt.
Bis 1857 praktizierte Isson in Tirschtiegel. Im August dieses Jahres wechselte er nach Königswalde, von dort wechselte er im November in die Provinz Posen. Von Rackwitz, wo er sich niedergelassen hatte, wechselte er zu Jahresbeginn 1860 nach Breslau.

## Namenswechsel
Zu Beginn der 1860er-Jahre wurden Anfeindungen, die der Arzt aufgrund seines Geburtsnamens erlebte, unerträglich. Noch um 1800 hatte eine Familie Itzig in Berlin eine geachtete Stellung eingenommen; ihre Angehörigen waren Bankiers, Hof- und Stadträte, auch wenn einige von ihnen mit der Taufe den Namen zu Hitzig wandelten. Mit der nach 1848 zunehmenden Judenfeindschaft ging auch ein Wandel in der Auffassung des Namens einher, der ihn in den Ohren vieler Nichtjuden zu einer schimpflichen Bezeichnung machte.
Einem Zeitungsbericht aus Süddeutschland zufolge beantragte der Arzt eine Namensänderung, die von den Behörden genehmigt wurde: „In Berlin hatte ein jüdischer Arzt, Juda Itzig, eine schwere Stellung. Wo er sich sehen ließ, wurde gepfiffen oder gesungen: Schmeißt ihn n’aus, den Juden Itzig! Da kam er denn bei der Regierung ein, seinen Namen ändern zu dürfen. Er heißt jetzt Julius Isson.“
Von einer Konversion ist dagegen nichts bekannt.

## Späteres Wirken
Unter dem Namen Julius Isson praktizierte er bis 1863 in Liebemühl im Herzogtum Preußen und wechselte dann nach Küstrin.
Am 12. Juni 1882 verstarb Julius Isson unweit von Küstrin in Kriescht.

## Werke
- De morbis auditus nonnullis. Berolini 1851.